# Silbury Hill
Silbury Hill è un tumulo artificiale preistorico vicino ad Avebury nella contea inglese dello Wiltshire. Fa parte di Stonehenge, Avebury and Associated Sites, si trova alle coordinate 51°24′56″N 1°51′27″W ed è un sito patrimonio dell'umanità dell'UNESCO. Alto 39,3 metri, è il secondo colle artificiale preistorico più grande in Europa, dopo il colle del Castello di Udine, in Friuli Venezia Giulia, e uno dei più grandi al mondo; simile in grandezza alla più piccola delle piramidi della necropoli di Giza in Egitto.
Silbury Hill fa parte del complesso di monumenti neolitici situati attorno ad Avebury, comprendenti Avebury Ring e West Kennet Long Barrow. La sua origine è molto dibattuta. Diversi altri importanti monumenti neolitici nel Wiltshire, sotto la tutela dell'English Heritage, tra cui i grandi henge di Marden e Stonehenge, possono essere culturalmente o funzionalmente collegati ad Avebury e Silbury.

## Struttura
Composto principalmente da gesso e argilla scavati dall'area circostante, il tumulo è alto 39,3 metri e copre una superficie di circa 2 ettari. La collina venne costruita in tempi diversi tra il 2400 e il 2300 a.C. e dimostra l'immensa abilità tecnica e il controllo prolungato del lavoro e delle risorse. Gli archeologi hanno calcolato che sono state necessarie 18 milioni di ore-uomo, equivalenti a 500 uomini che lavorano per 15 anni per depositare e sistemare 248.000 m³ di terra. Euan W. Mackie afferma che nessuna semplice comunità tribale del tardo neolitico, come di solito immaginato, avrebbe potuto sostenere questo o simili progetti, e pensa ad un'élite autoritaria di potere teocratico con ampio raggio di controllo su tutta la Gran Bretagna del sud.
La base della collina ha forma circolare con un diametro di 167 metri. La sommità è circolare e piana con un diametro di 30 metri. La prima costruzione realizzò un tumulo molto più piccolo che venne ingrandito in epoca successiva. Le strutture iniziali alla base della collina erano perfettamente circolari: un'indagine ha rivelato che il centro della parte superiore piatta e il centro del cono che descrive la collina distano un metro l'uno dall'altro. Ci sono indicazioni che la parte superiore aveva in origine un profilo arrotondato, ma questa è stata eliminata, nel periodo medievale, per fornire una base ad un edificio, forse per uno scopo difensivo.
La prima costruzione, risalente al 2400 a.C., consisteva in un nucleo di ghiaia sostenuto da massi di pietra. Strati alternati di gesso e terra vennero collocati in cima a questa struttura. Nella seconda fase venne ammucchiato ulteriormente gesso sopra il nucleo, utilizzando materiali di scavo da una serie di fossati circostanti che sono stati progressivamente riempito poi con materiali prelevati a diversi metri più in là. La parte che circonda la vetta risale a questa fase di costruzione, sia come precauzione contro lo slittamento, che per i resti di un percorso a spirale ascendente dalla base, utilizzato durante la costruzione per sollevare i materiali e poi come percorso processionale.

## Indagine

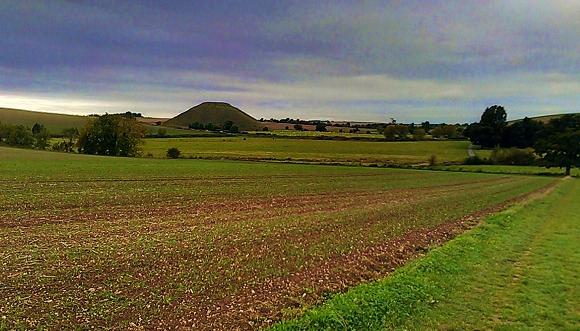
Silbury Hill, vista dalla vicina collina di West Kennet Long Barrow.

### XVII, XVII e XIX secolo
Nel corso dei secoli ci sono stati diversi scavi che hanno riguardato il tumulo. Il sito è stato illustrato dall'antiquario seicentesco John Aubrey, le cui note, nella forma del suo Monumenta Britannica, sono state pubblicate da Dorset Publishing Co. tra il 1680 e il 1682. In seguito, William Stukeley ha scritto che uno scheletro era stato scoperto durante la piantagione di alberi sulla vetta nel 1723. È probabile che in un secondo momento fosse diventato un luogo di sepoltura secondaria. Lo scavo avvenne nel mese di ottobre 1776, quando un gruppo di minatori della Cornovaglia, supervisionato dal duca di Northumberland e dal colonnello Edward Drax, scavarono un pozzo verticale dall'alto. Nel 1849 venne scavato un tunnel orizzontale dalla cima del tumulo fino al centro. Altri scavi vennero intrapresi nel 1867 e nel 1886.

### XX secolo
Flinders Petrie studiò la collina dopo la prima guerra mondiale. Tra il 1968 e il 1970 il professor Richard J. C. Atkinson iniziò degli scavi a Silbury che vennero trasmessi dalla BBC. Questi scavi rivelarono la maggior parte delle prove ambientali note sul sito, tra cui i resti di formiche alate che indicano che Silbury fu iniziata in agosto. Atkinson, scavate numerose trincee presso il sito e riaperto il tunnel del 1849, trovò materiale che suggerisce una data di costruzione nel Neolitico, anche se nessuno dei suoi reperti al radiocarbonio è considerato affidabile secondo gli standard moderni. Egli ha ipotizzato che la collina sia stata costruita in più fasi; ogni livello doveva essere riempito con il gesso portato per mezzo di sacchi e poi lisciato lungo il pendio. Atkinson riportò la data del C 14 per lo strato di base in torba e il materiale decaduto indica una data corretta per l'inizio di Silbury vicina al 2750 a.C.

### XXI secolo
Dopo le eccezionali piogge del maggio 2002, un crollo dello scavo del 1776 causò un foro in cima alla collina. L'English Heritage intraprese un'indagine sismica della collina per individuare i danni causati dagli scavi precedenti e determinare la stabilità della stessa. Sono state eseguite delle riparazioni ed il sito è rimasto chiuso al pubblico. Come parte di questo lavoro di recupero del patrimonio inglese, sono state scavate due ulteriori piccole trincee ed è stata fatta la scoperta importante di un frammento di corno, il primo proveniente da un contesto archeologico sicuro del sito. Questo ha portato a una data affidabile al radiocarbonio: circa 2490-2340 a.C., facendo risalire il secondo tumulo, in modo convincente, al Neolitico.
Altri lavori recenti si sono concentrati sul ruolo del fossato circostante, che non può essere stato solo una fonte di gesso per la salita, ma una barriera piena d'acqua appositamente costruita e collocata tra la collina e il resto del mondo.
Nel marzo 2007, l'English Heritage annunciò che un insediamento romano, delle dimensioni di 24 campi di calcio, era stato trovato ai piedi di Silbury Hill. Conteneva strade e case regolarmente disposte.
L'11 maggio 2007, l'impresa Skanska, sotto la direzione dell'English Heritage, iniziò un lavoro di stabilizzazione, riempiendo le gallerie e i pozzi delle indagini precedenti con centinaia di tonnellate di gesso. Allo stesso tempo, una nuova indagine archeologica è stata condotta utilizzando attrezzature e tecniche moderne. Il lavoro è stato portato a compimento nella primavera del 2008, avendo ottenuto una "significativa" ulteriore conoscenza sulla costruzione del monumento.
Nel febbraio 2010, vennero trovate, nella British Library, delle lettere scritte da Edward Drax sugli scavi del 1776 nelle quali descrive lo scavo di un pozzo profondo 12 metri "perpendicolare" e del diametro di 15 centimetri. Poiché sono stati trovati frammenti di legno ritenuti di rovere, si è pensato che poteva aver tenuto una quercia o un "totem".

### Artefatti
Pochi manufatti preistorici sono stati rinvenuti a Silbury Hill: al suo interno troviamo solo argilla, pietre focaie, manto erboso, muschio, terriccio, ghiaia, conchiglie d'acqua dolce, vischio, quercia, nocciolo, pietre di arenaria, ossa di bue, denti e corna. Oggetti d'epoca romana e medievale sono stati trovati sia sulla sommità che intorno al sito fin dal XIX secolo: sembra pertanto che la collina sia stata rioccupata dalle popolazioni successive.

## Scopo

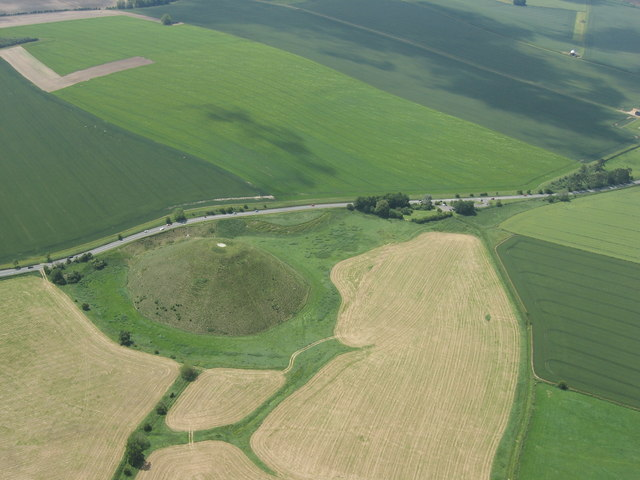
Vista aerea di Silbury Hill e della strada A4.

Lo scopo esatto della collina non è noto, nonostante siano state fatte diverse ipotesi.

### Folklore
Secondo una leggenda, Silbury sarebbe stata l'ultima dimora di re Sil, rappresentato in una statua d'oro a grandezza naturale e seduto su un cavallo d'oro. Una leggenda locale registrata nel 1913 diceva che il diavolo stava trasportando un sacco di terreno che voleva lasciar cadere sui cittadini di Marlborough, ma venne fermato dai sacerdoti della vicina Avebury. Nel 1861 è stato segnalato che centinaia di persone di Kennett, Avebury, Overton e dei villaggi vicini affluivano a Silbury Hill tutte le domeniche delle palme.

### Altre ipotesi
Professor John C. Barret afferma che, anche se non sappiamo più che cosa c'era in cima alla Silbury Hill e non possiamo sapere quali rituali o credenze specifiche erano associati ad essa, siamo in grado di conoscere i concetti spaziali di base. Egli osserva che qualsiasi rituale si fosse tenuto a Silbury Hill avrebbe comportato il sollevare fisicamente alcuni individui molto al di sopra del livello di tutti gli altri. Questi pochi individui, in una posizione privilegiata, sarebbero state visibili per chilometri attorno e da diversi altri monumenti della zona. Questo starebbe forse ad indicare un gruppo d'élite, forse di sacerdoti, che mostravano con forza la loro autorità.
Lo scrittore, artista e storico Michael Dames ha avanzato una teoria composita di rituali stagionali, nel tentativo di spiegare lo scopo di Silbury Hill e dei suoi siti associati (West Kennet Long Barrow, Henge Avebury, The Sanctuary e Windmill Hill), da cui è visibile la cima di Silbury Hill.
Jim Leary e David Field (2010) forniscono una panoramica dell'evoluzione delle informazioni archeologiche e delle interpretazioni del sito e concludono che lo scopo reale di questo tumulo di terra artificiale non può essere conosciuto e le molteplici e sovrapposte fasi di costruzione - rimodellamento quasi continuo - suggeriscono che non c'era un progetto e che il processo di costruzione è stato probabilmente la cosa più importante di tutte: forse il processo è stato più importante della stessa collina.

## Ubicazione

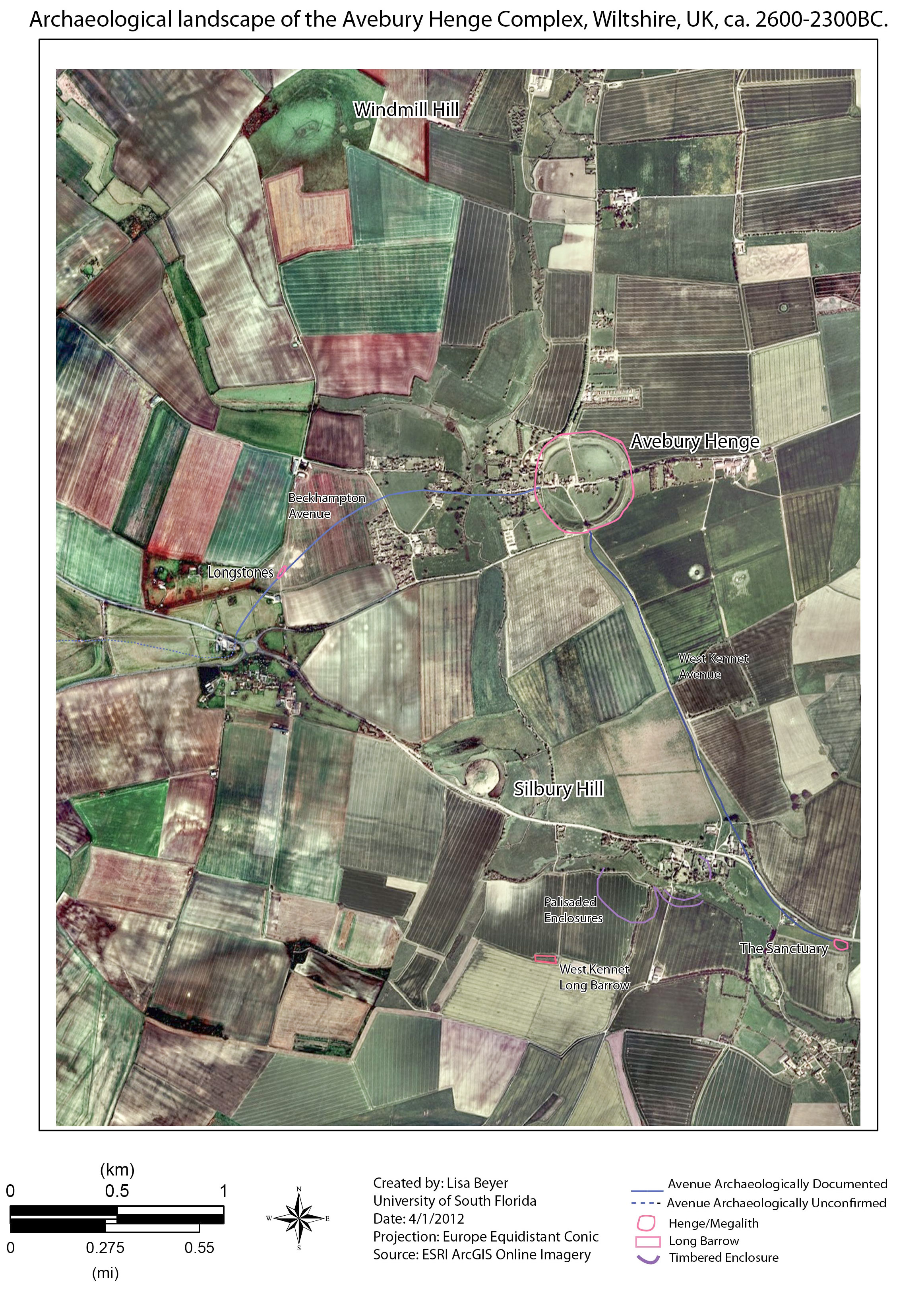
Silbury Hill, con i siti archeologici associati, nella regione di Avebury ca. 2600-2300 a.C.

Silbury Hill si trova nella valle di Kennett, alle coordinate di 51°24′56″N 1°51′27″W, nelle vicinanze della strada A4, tra le città di Marlborough e Calne, sulla strada romana che andava da Beckhampton a West Kennett che passa a sud della collina. Nel 1867, la Wiltshire Archaeological and Natural History Society condusse uno scavo ad est della collina per portare alla luce le tracce della strada romana, ma non ne venne trovata traccia. Scavi successivi a sud della collina trovarono la strada nei campi a sud con una curva pronunciata per evitare la base della collina. Questa era la prova conclusiva che la collina era lì da prima che la strada venisse costruita.

## Biologia
La vegetazione presente sulla collina è specifica dei prati su terreni gessiferi, dominata da forasacco eretto e avena altissima, ma con molte specie caratteristiche di questo habitat, tra cui una forte popolazione della rara knapweed broomrape. Questa vegetazione ha portato a considerare i 2,3 ettari del sito come area di particolare interesse scientifico nel 1965.

## Nei media
Nel film documentario Nomad - In cammino con Bruce Chatwin (Nomad: In the Footsteps of Bruce Chatwin) di Werner Herzog, Silbury Hill viene visitato dal regista.